# NGC 2291
NGC 2291 је лентикуларна галаксија у сазвежђу Близанци која се налази на NGC листи објеката дубоког неба.
Деклинација објекта је + 33° 31' 32" а ректасцензија 6h 50m 58,6s. Привидна величина (магнитуда) објекта NGC 2291 износи 13,2 а фотографска магнитуда 14,2. NGC 2291 је још познат и под ознакама CGCG 175-20, MCG 6-15-13, NPM1G +33.0090, PGC 19719.